# Clyde Tolson

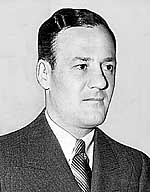
Clyde Tolson

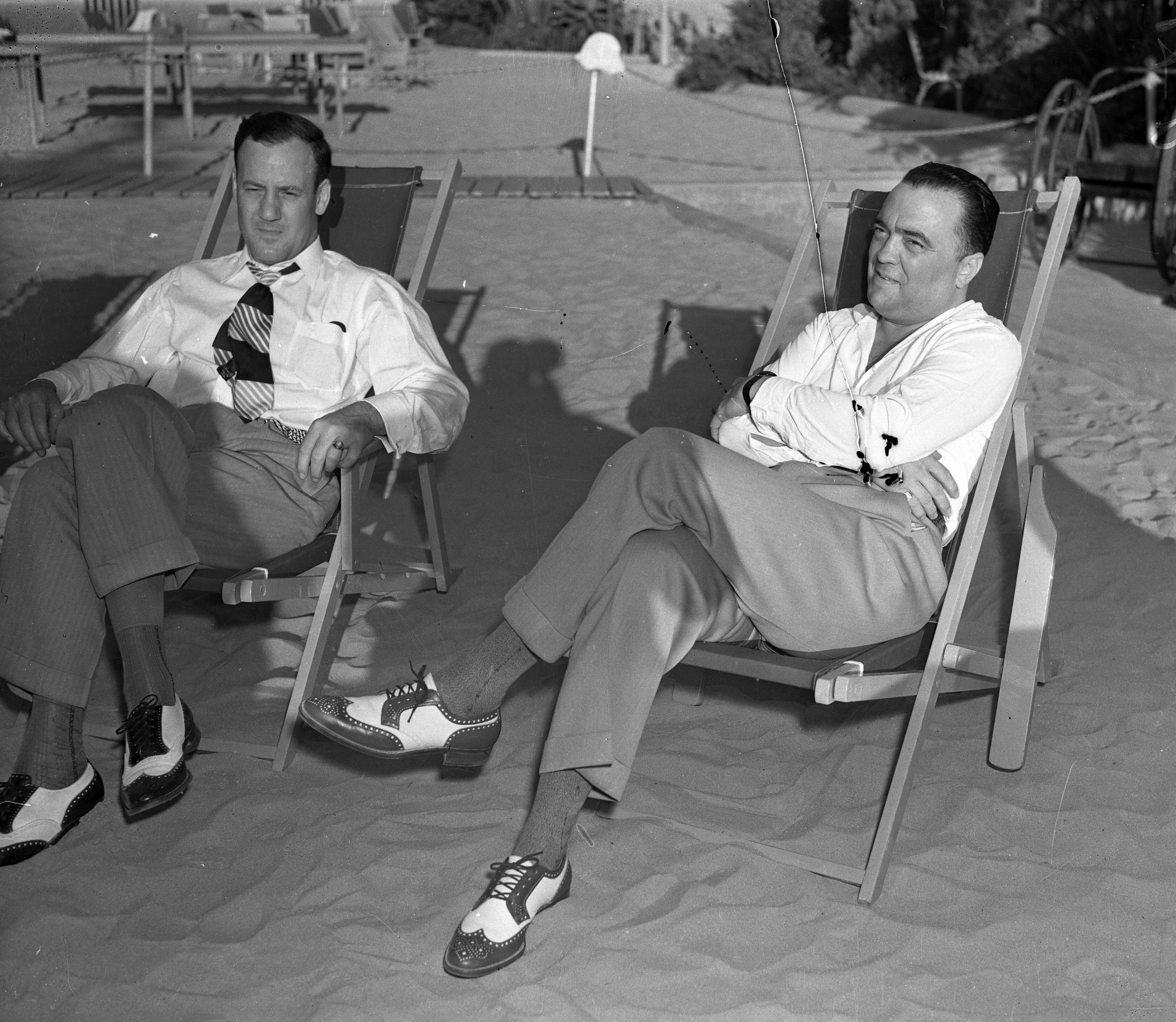
Clyde Tolson (links) und J. Edgar Hoover

Clyde Anderson Tolson (* 22. Mai 1900 in Laredo, Missouri; † 14. April 1975 in Washington, D.C.) war Associate Director des FBI. In der Hauptsache war er für personelle Belange, weniger für die Verbrechensbekämpfung zuständig.

## Leben
Nachdem Clyde Tolson sich einmal vergeblich beim FBI beworben hatte, bekam er 1927 eine Stelle und war schon 1930 zum Assistant Director befördert worden (später wurde er Associate Director und Stellvertreter von J. Edgar Hoover). Hoover und Tolson arbeiteten tagsüber eng zusammen, besuchten abends zusammen Nachtclubs und fuhren oft gemeinsam in den Urlaub.
Nach Hoovers Tod am 2. Mai 1972 war Tolson für einen Tag Direktor, wurde aber am nächsten Tag durch Patrick Gray ersetzt und verließ zwei Wochen später das FBI. Tolson erbte den größten Teil von Hoovers Vermögen und zog in sein Haus. Später wurde er benachbart zu Hoovers Grab beigesetzt. Gerüchte, die beiden hätten homosexuelle Kontakte, blieben jedoch unbestätigt.